# Tiagabina
Tiagabina (łac. tiagabinum) – organiczny związek chemiczny, pochodna kwasu nipekotowego (piperydyno-3-karboksylowego), w którym do atomu azotu została przyłączona grupa 1,1-bis(3-metylo-2-tienylo)but-1-en-4-ylowa. W organizmie pełni funkcję inhibitora wychwytu zwrotnego kwas γ-aminomasłowwego. Jest stosowany jako lek przeciwpadaczkowy oraz przeciwlękowy. Występuje pod nazwą handlową Gabitril.

## Lek
Mechanizm działania polega na blokowaniu GAT-1, czyli transportera kwasu γ-aminomasłowego (GABA), odpowiadającego za transport GABA m.in. do komórek nerwowych. Skutkiem tego jest zwiększenie stężenia GABA w mózgu, zwiększenie dostępności GABA dla jego receptorów, wydłużenie czasu działania GABA i wreszcie nasilenie hamowania synaptycznego. Substancja nie wykazuje znaczącego powinowactwa do innych receptorów, nie wpływa na miejsca wychwytu innych neuroprzekaźników ani na kanały jonowe.
Wskazaniem do stosowania tiagabiny jest leczenie skojarzone napadów częściowych lub częściowych wtórnie uogólnionych, które są oporne na leczenie innymi preparatami.
Szybko wchłania się z przewodu pokarmowego. Metabolizm zachodzi głównie z udziałem izoenzymu CYP3A. Z tego powodu zabrania się jednoczesnego stosowania ziela dziurawca ze względu na jego silną indukcję CYP3A4. Jeśli tiagabina stosowana jest w połączeniu z innymi lekami o właściwościach przeciwpadaczkowych (np. fenytoiną lub prymidonem) lub ryfampicyną, okres półtrwania zmniejsza się z 7-9 do 2–3 godzin (metabolizm substancji jest przyspieszony). Niewydolności wątrobowe mogą wpłynąć na wydłużenie okresu półtrwania leku. Niewydolność nerek nie ma znaczącego wpływu na działanie tiagabiny. Nagłe odstawienie leku może spowodować nawrót ataków padaczkowych.